# Helder Camara
Ærkebiskop Hélder Câmara (7. februar 1909 – 27. august 1999 i Olinda, Brasilien) var ærkebiskop af Olinda og Recife. Han trådte tilbage som ærkebiskop i 1985.
Han fik den såkaldte Folkets Nobelpris i 1974.
1. ↑  Navnet er anført på engelsk og stammer fra Wikidata hvor navnet endnu ikke findes på dansk.